# 疏毛荷毛蕨
疏毛荷毛蕨（学名：Calymmodon gracillimus）为禾叶蕨科荷包蕨属下的一个种。

## 扩展阅读
- 維基物種上的相關：疏毛荷毛蕨